# ديفيد ويلهلم
ديفيد ويلهلم (بالإنجليزية: David Wilhelm)‏ هو خبير مالي أمريكي، ولد في 2 أكتوبر 1956 في تشامبيغن في الولايات المتحدة.